# Louisa Aldrich-Blake
Louisa Brandreth Aldrich-Blake (15 août 1865 – 28 décembre 1925) est une chirurgienne pionnière et l'une des premières femmes britanniques à entrer dans le monde de la médecine moderne.
Elle est la première femme britannique à obtenir une maîtrise en chirurgie et est l'une des principaux chirurgiens en 1910. Elle se porte volontaire pour le service médical militaire pendant la Première Guerre mondiale. Elle est l'une des premières personnes à opérer du cancer du col utérin et du cancer colorectal. 

## Jeunesse et éducation
Louisa Aldrich-Blake est née à Chingford, Essex (aujourd'hui quartier londonien de Waltham Forest) du révérend Frederick James Aldrich-Blake et de son épouse Louisa Blake Morrison,,. Elle s'installe avec sa famille à Welsh Bicknor dans le Herefordshire pendant son enfance et garde une maison dans la ville jusqu'à sa mort. Tout au long de sa carrière, Aldrich-Blake reste associée à l'hôpital Elizabeth Garrett Anderson, devenant chirurgienne principale en 1910.
Aldrich-Blake est élève au Cheltenham Ladies' College, une pension de filles. Elle poursuit ses études à la London School of Medicine for Women, où elle obtient en 1894  un baccalauréat en chirurgie, un baccalauréat en médecine et un doctorat en médecine. Elle obtient en 1895 une maîtrise en chirurgie, devenant ainsi la première femme britannique à obtenir ce diplôme.

## Carrière

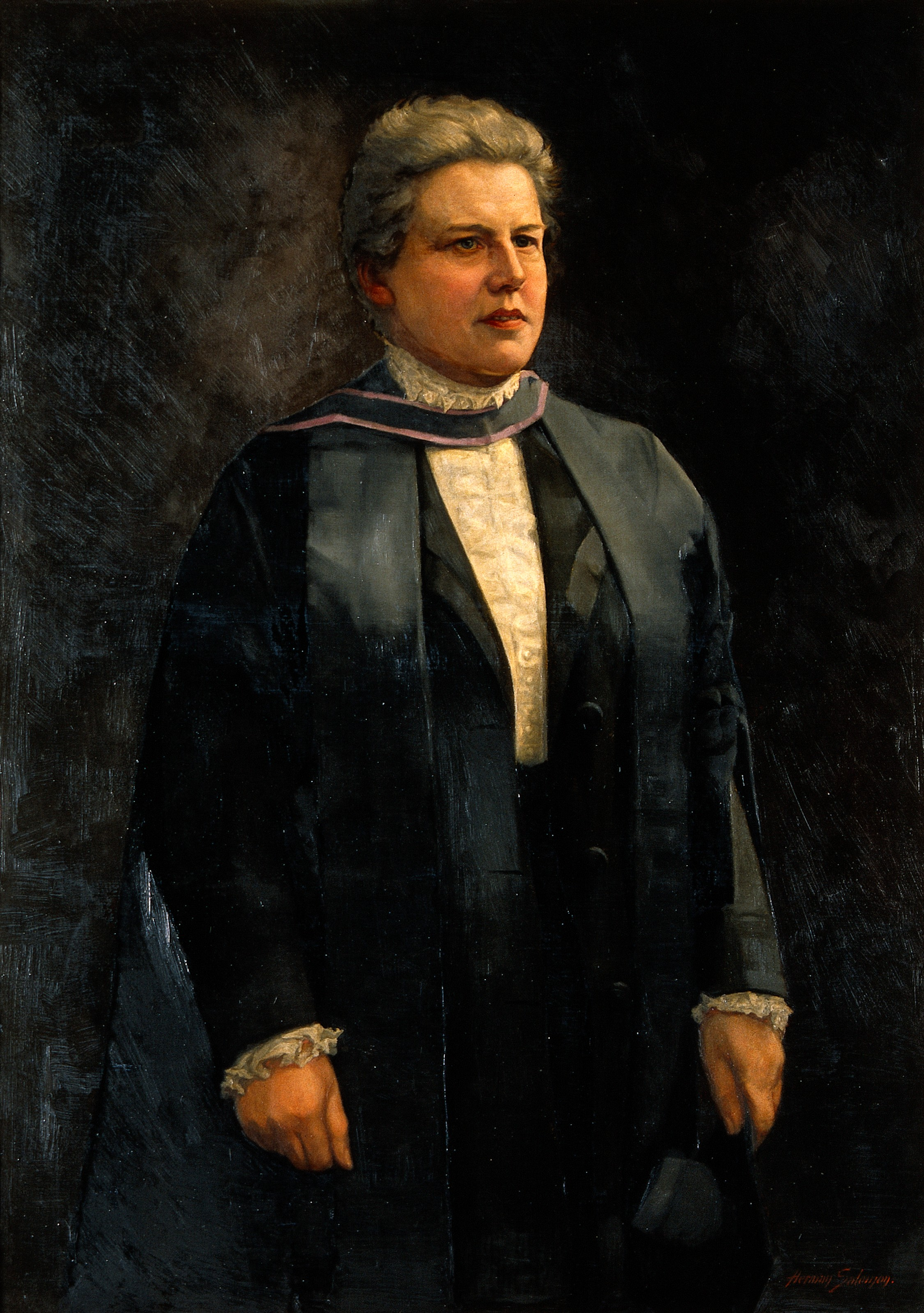
Louisa Brandreth Aldrich-Blake, portrait de Harry Herman Salomon commandé par Henry Wellcome.

Louisa Aldrich-Blake commence à travailler au New Hospital for Women and Children de Londres. Elle devient chirurgienne en chef tout en travaillant également au Royal Free Hospital, où elle est la première femme à occuper le poste de registraire chirurgicale en 1895. Elle exerce également les fonctions d'anesthésiste. Elle est chirurgienne consultante au Royal Free Hospital de 1919 à 1925. Elle travaille également au Canning Town Women's Settlement Hospital.
Pendant la Première Guerre mondiale, alors que de nombreux chirurgiens masculins sont déployés dans le service actif étranger, elle assume une responsabilité accrue en matière de chirurgie, devenant chirurgien consultant à l'hôpital. Elle passe plusieurs vacances à aider les hôpitaux militaires de 1914 à 1916, notamment en France avec le Dr Frances Ivens de l'hôpital de la Croix-Rouge anglo-française et aide en tant que chirurgien invité à l'hôpital du corps auxiliaire de l'armée féminine. Elle est surnommée « Madame la Générale » par ses patients. Elle passe également son temps à contacter d'autres femmes de la profession pour organiser des unités de volontariat. Elle contacte les femmes médecins inscrites au registre médical pour leur demander si elles envisageraient de se porter volontaires pour le Royal Army Medical Corps, et 48 d'entre elles s'enrôlent, dont beaucoup sont envoyées à Malte.
Elle est la première femme médecin à réaliser des opérations contre le cancer du col utérin et du cancer colorectal. Elle conduit les chirurgiens britanniques à entreprendre l'opération de Wertheim pour le carcinome du col de l'utérus. Elle ajoute un article à l' Encyclopédie des praticiens sur les sages-femmes et les maladies des femmes intitulé "La douleur comme symptôme de troubles pelviens" et un article sur "L'excision abdomino-périnéale du rectum par une nouvelle méthode" dans le British Medical Journal en 1903. Elle occupe en 1924 le poste de vice-présidente de la section d'obstétrique et de gynécologie de la British Medical Association.
Elle se consacre aussi à la formation des étudiants de son alma mater, la London School of Medicine for Women (aujourd'hui la faculté de médecine de l'University College London). Elle devient vice-doyenne en 1906 et doyenne de la faculté en 1914. En encourageant les femmes à rejoindre le domaine médical, Aldrich-Blake a presque doublé le nombre d'élèves de l'école pendant la Première Guerre mondiale.

## Mort et postérité
Aldrich-Blake meurt le 28 décembre 1925 d'un cancer, chez elle à Welsh Bicknor, après avoir subi plusieurs opérations au cours des semaines précédentes.

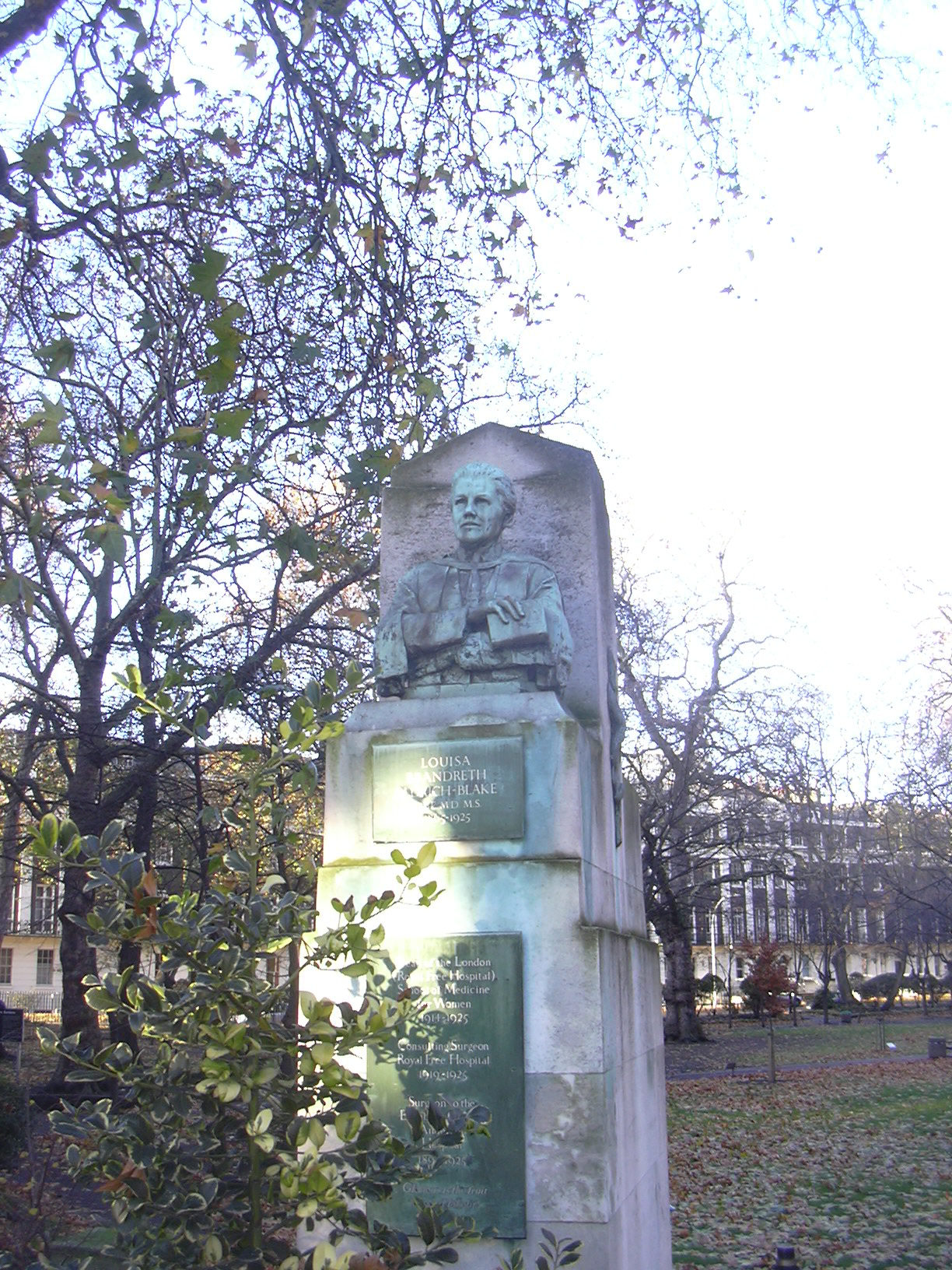
Mémorial sur la place Tavistock.

La collection Louisa Brandreth Aldrich-Blake est située dans le centre d'archives du Royal Free Hospital. Une statue d'elle se trouve à Tavistock Square, à Londres. Sa carrière est mise en lumière dans une exposition de 2015 spécifiquement liée à ses actions pendant la Première Guerre mondiale, où elle a pratiqué des opérations chirurgicales sur la ligne de front et a encouragé d'autres femmes à rejoindre le champ de bataille.
En 1924, Aldrich-Blake est nommée Dame Commandeur de l'ordre de l'Empire britannique (DBE) lors des honneurs du Nouvel An 1925,.
Un buste d'elle est installé sur le Tavistock Square.